# Mengálvio
Mengálvio Pedro Figueiró eller bare Mengálvio (født 17. december 1939 i Laguna, Brasilien) er en tidligere brasiliansk fodboldspiller (midtbane), der med Brasiliens landshold vandt guld ved VM i 1962 i Chile. Han var dog ikke på banen i turneringen. I alt nåede han at spille 13 landskampe og score ét mål
Mengálvio spillede på klubplan primært for Santos FC i hjemlandet. Han var også tilknyttet andre klubber i kortere perioder, blandt andet Grêmio.